# Велшки ромски језик
Велшки ромски језик (или велшки кала) је врста ромског језика који се говорио у Велсу до 1950. године.

## Историја
Говорила га је група Рома Кала која је стигла у Уједињено Краљевство током 16. века. Први запис о сталном досељавању Рома у Велс потиче из 18. века. Велшко-ромски је један од многих северних ромских дијалеката. Већина вокабулара је ромског порекла, али има и бројних позајмљеница из других језика. Велшке позајмљенице укључују melanō (жуто од melyn), grīga (од grug) и kraŋka (краба од cranc). Постоје и енглеске позајмљенице као што су vlija (село), spīdra (паук) и bråmla. Историјски гледано, варијанте велшког кала и англороманског, којим говоре Роми из Енглеске, чиниле су исту варијанту ромског, познату као британски ромски. Велшки кала је уско повезан са англороманским, скандороманским којим говоре Роми у Норвешкој и Шведској, шкотским кантом који говоре шкотски низијски Роми у низијској Шкотској и финским калом којим говоре Роми у Финској. Велшки, енглески, норвешки и шведски романски, фински и шкотски су блиско повезане групе и потичу од ромских имиграната који су дошли у Енглеску у 16. веку. Изумро је 1968. године.